# Partiti politici in Polonia
La Polonia possiede un sistema multipartitico e perciò solitamente i partiti si alleano in coalizioni di governo per garantire una maggioranza solida e duratura.

## Partiti politici
Nella tabella vengono esaminati i partiti principali, evidenziando, dove possibile, anche la percentuale ottenuta nelle ultime elezioni politiche, e il numero dei seggi nella Camera Bassa (Sejm), in quella Alta (Senato) e nel Parlamento europeo.
|  | Piattaforma Civica Platforma Obywatelska                                | PO  | Ewa Kopacz           | 39,18% | 207 | 63 | 25 | Centro-destra   | Cristianesimo democratico, Conservatorismo liberale                 |
|  | Diritto e Giustizia Prawo i Sprawiedliwość                              | PiS | Jarosław Kaczyński   | 28,89% | 157 | 31 | 8  | Destra          | Conservatorismo nazionale, Conservatorismo sociale, Euroscetticismo |
|  | Movimento Palikot Ruch Palikota                                         | RP  | Janusz Palikot       | 10,02% | 40  | 0  | 0  | Centro-sinistra | Liberalismo, Anticlericalismo                                       |
|  | Partito Popolare Polacco Polskie Stronnictwo Ludowe                     | PSL | Waldemar Pawlak      | 8,36%  | 28  | 2  | 3  | centro-destra   | Ruralismo, Cristianesimo democratico                                |
|  | Alleanza della Sinistra Democratica Sojusz Lewicy Demokratycznej        | SLD | Grzegorz Napieralski | 8,24%  | 26  | 0  | 5  | sinistra        | Socialdemocrazia                                                    |
|  | La Polonia è la Più Importante Polska Jest Najważniejsza                | PJN | Paweł Kowal          | 2,19%  | 0   | 0  | 3  | Destra          | Liberalismo conservatore, Euroscetticismo                           |
|  | Congresso della Nuova Destra Kongres Nowej Prawicy                      | KNP | Janusz Korwin-Mikke  | 1,06%  | 0   | 0  | 0  | Centro-destra   | Conservatorismo, Euroscetticismo                                    |
|  | Partito Polacco del Lavoro Polska Partia Pracy                          | PPP | Waldmar Witkowski    | 0,55%  | 0   | 0  | 1  | Centro-sinistra | Socialdemocrazia                                                    |
|  | Destra della Repubblica Prawica Rzeczypospolitej                        | PR  | Marek Jurek          | 0,24%  | 0   | 0  | 0  | Destra          | Conservatorismo nazionale, Tradizionalismo                          |
|  | Unione per la Politica Reale Unia Polityki Realnej                      | UPR | Bartosz Józwiak      | 0,24%  | 0   | 0  | 0  | Destra          | Conservatorismo liberale, Libertarianismo                           |
|  | Minoranza Tedesca Mniejszość Niemiecka                                  | MN  | Ryszard Galla        | 0,20%  | 1   | 0  | 0  | Centro          | Liberalismo, Europeismo                                             |
|  | Autodifesa della Repubblica Polacca Samoobrona Rzeczpospolitej Polskiej | SRP | vacante              | 0,05%  | 0   | 0  | 0  | Centrosinistra  | Populismo, Statalismo, Ruralismo, Euroscetticismo                   |
|  | Partito Democratico Partia Demokratyczna                                | PD  | Brygida Kuźniak      | -      | 0   | 0  | 0  | Centro          | Liberalismo sociale                                                 |